# Wallace Fortuna dos Santos
Wallace Fortuna dos Santos, noto semplicemente come Wallace (Rio de Janeiro, 14 ottobre 1994), è un calciatore brasiliano, difensore dell'Atl. Goianiense.

## Carriera

### Club

#### Gli inizi, Cruzeiro
La sua carriera calcistica inizia nel club brasiliano del Cruzeiro; l'esordio tra i professionisti arriva il 18 luglio 2013 in occasione della partita di Coppa del Brasile vinta, per 1-0, contro l'Atl. Goianiense. Nel 2013 ottiene una sola presenza ma grazie ai suoi compagni vince anche il suo primo titolo poiché la squadra vince il Campionato.
Il 9 febbraio 2014 disputa la sua prima partita nel Campionato Mineiro in occasione della vittoria casalinga, per 2-0, contro l'América-MG. Il 13 aprile successivo, dopo aver disputato 4 partite di tale campionato, vince il suo primo Mineirão.

#### Braga e il prestito al Monaco
Il 1º luglio 2014, dopo appena 8 presenze con il Cruzeiro, viene acquistato, per una cifra vicina ai 9,5 milioni di euro, dal club portoghese del Braga. Tale trasferimento è stato spinto e pagato dalla GestiFute, compagnia di procuratori calcistici che si occupano di piazzare i giovani calciatori, a cifre importanti, in giro per il mondo. Il suo procuratore Jorge Mendes ne chiede fin da subito la cessione, a titolo temporaneo, al Monaco militante nella Ligue 1, massimo campionato francese.
L'esordio con la maglia della squadra monegasca arriva il 16 settembre 2014 nella partita di Champions League vinta, per 1-0, contro i tedeschi del Bayer Leverkusen andando a sostituire il compagno di squadra Ricardo Carvalho negli ultimi minuti di gioco. Il 27 settembre successivo arriva anche l'esordio nel campionato francese in occasione della sconfitta interna, per 0-1, contro il Nizza. La prima rete tra i professionisti arriva l'11 febbraio 2015 in occasione della partita di Coppa di Francia vinta, per 3-1, contro il Rennes; il difensore brasiliano mette a segno il momentaneo 2-0. A fine stagione totalizza 22 presenze e 1 rete.
Nel luglio del 2015 viene rinnovato, per un ulteriore anno, il prestito al Monaco. Anche nella sua seconda stagione nel club monegasco gioca con continuità dove ottiene un bottino di 34 presenze totali e 1 rete, aiutando la squadra a qualificarsi per la Champions League per il terzo anno consecutivo.

#### Lazio
Il 29 luglio 2016 viene acquistato dal club italiano della Lazio, in cambio di 8 milioni di euro. Coi biancocelesti, firma un contratto quinquennale. L'esordio arriva il 21 agosto successivo in occasione della trasferta vinta, per 3-4, contro l'Atalanta. Il 20 novembre 2016 mette a segno la sua prima rete in terra italiana in occasione della vittoria, per 3-1, contro il Genoa. Il 17 maggio 2017 perde la finale di Coppa Italia poiché la sua squadra viene superata, per 2-0, dalla Juventus. Conclude la sua prima stagione in Italia con un bottino di 30 presenze e 1 rete messa a segno.
Il 13 agosto 2017 vince il suo primo titolo in maglia biancoceleste poiché la Lazio si impone, per 2-3, sulla Juventus nella partita valida per l'assegnazione della Supercoppa italiana 2017. Il 7 dicembre successivo disputa la sua prima partita di Europa League con indosso la maglia della Lazio, in occasione della trasferta persa, per 3-2, contro i belgi dello Zulte Waregem. Conclude la stagione con la vittoria della Supercoppa italiana e 17 presenze.
Il 25 ottobre 2018, in occasione della terza giornata della fase a gironi di Europa League, segna il suo primo gol nelle coppe europee in maglia biancoceleste in trasferta contro l'Olympique Marsiglia, partita poi terminata 3-1 per la Lazio. Chiude la sua avventura con la Lazio vincendo la Coppa Italia il 15 maggio 2019, battendo allo Stadio Olimpico l'Atalanta per 2-0.

#### Ritorno al Braga
Il 3 settembre 2019 viene ceduto in prestito al Braga, club in cui fa ritorno dopo la breve esperienza del 2014.

#### Yeni Malatyaspor
Il 30 settembre 2020 viene ceduto a titolo definitivo allo Yeni Malatyaspor. Il 27 gennaio 2022, dopo 49 presenze totali, rescinde il contratto con la società turca.

#### Wuhan Three Towns, Ittihad Kalba e Atlético Goianiense
Il 15 febbraio 2022 viene ceduto al Wuhan San Zhen, squadra della Chinese Super League. Con la società cinese raccoglie in due stagioni 33 presenze ed 1 goal, contribuendo alla vittoria del campionato nel 2022.
Il 20 settembre 2023 firma per l'Ittihad Kalba, squadra emiratina di UAE Pro League.
Dal febbraio del 2025 è tornato a giocare in patria, nelle file dell'Atlético Goianiense, nella serie B brasiliana

## Statistiche

### Presenze e reti nei club
Statistiche aggiornate al 27 gennaio 2022.
| Stagione                | Squadra                 | Campionato              | Campionato | Campionato | Coppe nazionali | Coppe nazionali | Coppe nazionali | Coppe continentali | Coppe continentali | Coppe continentali | Altre coppe | Altre coppe | Altre coppe | Totale | Totale |
| Stagione                | Squadra                 | Comp                    | Pres       | Reti       | Comp            | Pres            | Reti            | Comp               | Pres               | Reti               | Comp        | Pres        | Reti        | Pres   | Reti   |
| ----------------------- | ----------------------- | ----------------------- | ---------- | ---------- | --------------- | --------------- | --------------- | ------------------ | ------------------ | ------------------ | ----------- | ----------- | ----------- | ------ | ------ |
| 2013                    | Cruzeiro                | M1/MG+A                 | 0          | 0          | CB              | 1               | 0               | -                  | -                  | -                  | -           | -           | -           | 1      | 0      |
| 2014                    | Cruzeiro                | M1/MG+A                 | 4+3        | 0          | CB              | 0               | 0               | CL                 | 0                  | 0                  | -           | -           | -           | 7      | 0      |
| Totale Cruzeiro         | Totale Cruzeiro         | Totale Cruzeiro         | 4+3        | 0          |                 | 1               | 0               |                    | -                  | -                  |             | -           | -           | 8      | 0      |
| 2014-2015               | Monaco                  | L1                      | 14         | 0          | CF+CdL          | 2+2             | 1+0             | UCL                | 4                  | 0                  | -           | -           | -           | 22     | 1      |
| 2015-2016               | Monaco                  | L1                      | 26         | 1          | CF+CdL          | 2+1             | 0               | UCL+UEL            | 1+4                | 0                  | -           | -           | -           | 34     | 1      |
| Totale Monaco           | Totale Monaco           | Totale Monaco           | 40         | 1          |                 | 7               | 1               |                    | 9                  | 0                  |             | -           | -           | 56     | 2      |
| 2016-2017               | Lazio                   | A                       | 25         | 1          | CI              | 5               | 0               | -                  | -                  | -                  | -           | -           | -           | 30     | 1      |
| 2017-2018               | Lazio                   | A                       | 13         | 0          | CI              | 1               | 0               | UEL                | 2                  | 0                  | SI          | 1           | 0           | 17     | 0      |
| 2018-2019               | Lazio                   | A                       | 16         | 0          | CI              | 1               | 0               | UEL                | 3                  | 1                  | -           | -           | -           | 20     | 1      |
| Totale Lazio            | Totale Lazio            | Totale Lazio            | 54         | 1          |                 | 7               | 0               |                    | 5                  | 1                  |             | 1           | 0           | 67     | 2      |
| 2019-2020               | Braga                   | PL                      | 8          | 0          | CP+CdL          | 3+2             | 0+0             | UEL                | 3                  | 0                  | -           | -           | -           | 16     | 0      |
| 2020-2021               | Yeni Malatyaspor        | SL                      | 28         | 0          | CT              | 3               | 0               | -                  | -                  | -                  | -           | -           | -           | 31     | 0      |
| 2021-gen. 2022          | Yeni Malatyaspor        | SL                      | 18         | 0          | CT              | 0               | 0               | -                  | -                  | -                  | -           | -           | -           | 18     | 0      |
| Totale Yeni Malatyaspor | Totale Yeni Malatyaspor | Totale Yeni Malatyaspor | 46         | 0          |                 | 3               | 0               |                    | -                  | -                  |             | -           | -           | 49     | 0      |
| 2022                    | Wuhan San Zhen          | SL                      | 20         | 1          | CC              | 0               | 0               | -                  | -                  | -                  | -           | -           | -           | 20     | 1      |
| 2023                    | Wuhan San Zhen          | SL                      | 13         | 0          | CC              | 1               | 1               | -                  | -                  | -                  | SC          | 1           | 0           | 15     | 1      |
| Totale Wuhan san Zhen   | Totale Wuhan san Zhen   | Totale Wuhan san Zhen   | 33         | 1          |                 | 1               | 1               |                    | -                  | -                  |             | 1           | 0           | 35     | 2      |
| 2023-2024               | Ittihad Kalba           | PL                      | 11         | 0          | PC+CdL          | 1+3             | 0+0             | -                  | -                  | -                  | -           | -           | -           | 15     | 0      |
| Totale carriera         | Totale carriera         | Totale carriera         | 199        | 3          |                 | 28              | 2               |                    | 17                 | 1                  |             | 2           | 0           | 246    | 6      |

## Palmarès

### Club

#### Competizioni nazionali
- Campionato brasiliano: 1

Cruzeiro: 2013
- Supercoppa italiana: 1

Lazio: 2017
- Coppa Italia: 1

Lazio: 2018-2019
- Coppa di Lega portoghese: 1

Braga: 2019-2020
- Super League (Cina): 1

Whuan San Zhen: 2022

#### Competizioni statali
- Campionato Mineiro: 1

Cruzeiro: 2014

### Nazionale
- Torneo di Tolone: 2

2013, 2014